# Kirchwalsede
Kirchwalsede est une commune allemande de l'arrondissement de Rotenburg (Wümme), Land de Basse-Saxe.

## Géographie
Kirchwalsede se situe dans la lande d'Achim-Verden.
| Ahausen       | Rotenburg (Wümme) | Hemsbünde    |
| Westerwalsede | Kirchwalsede      | Visselhövede |
|               | Kirchlinteln      |              |

La commune comprend les quartiers de Kirchwalsede, Riekenbostel, Weißenmoor, Federlohmühlen et en partie Düsternheide (avec Visselhövede).

## Histoire
Le village doit son nom de Walsede à la rivière Walse. Il est mentionné pour la première fois en 1320.
Il prend son nom actuel à la fin du XVIIe siècle. En 1628, Kirchwalsede est tellement frappé par la peste qu'il ne reste plus que trois couples. En 1645, le village est occupé par les Suédois puis en 1712 par les Danois. En 1719, il retourne au comté de Verden. Occupé depuis 1805, le village est libéré en octobre 1813 par les troupes russo-prussiennes.